# Rapanea hillebrandii
Rapanea hillebrandii là một loài thực vật có hoa trong họ Anh thảo. Loài này được (Mez) O. Deg. & Hosaka miêu tả khoa học đầu tiên năm 1939.